# In the Christmas Spirit
| Recensione | Giudizio |
| ---------- | -------- |
| AllMusic   | [ 2 ]    |

In the Christmas Spirit è il quarto album degli Booker T. & the M.G.'s, pubblicato (prima pubblicazione) dalla Stax Records nel novembre del 1966. Il disco fu registrato il 28 ottobre 1966 a (luogo probabile) Memphis, Tennessee (Stati Uniti).

## Tracce

### LP
Lato A
1. Jingle Bells – 2:35 (Tradizionale; arrangiamento Booker T. & the M.G.'s)
2. Santa Claus Is Coming to Town – 2:33 (Haven Gillespie, J. Fred Coots)
3. Winter Wonderland – 2:03 (Dick Smith, Felix Bernard)
4. White Christmas – 3:00 (Irving Berlin)
5. The Christmas Song – 3:17 (Mel Tormé, Robert Wells)
6. Silver Bells – 2:28 (Jay Livingston, Ray Evans)

Lato B
1. Merry Christmas Baby – 3:13 (Lou Baxter, Johnny Moore)
2. Blue Christmas – 3:08 (Billy Hayes, Jay Johnson)
3. Sweet Little Jesus Boy – 2:47 (Robert MacGimsey)
4. Silent Night – 3:21 (Tradizionale; arrangiamento Booker T. & the M.G.'s)
5. We Three Kings – 2:32 (Tradizionale)
6. We Wish You a Merry Christmas – 2:21 (Tradizionale)

## Musicisti
- Booker T. Jones - organo
- Steve Cropper - chitarra, basso
- Donald Dunn - basso, claves
- Al Jackson Jr. - batteria, tamburello[6]

Note aggiuntive
- Jim Stewart - produttore, supervisore
- Ronnie Stoots - design copertina album originale
- Deanie Catron - note retrocopertina album originale